# Vrijspraak
Vrijspraak is een uitspraak in een strafproces, die inhoudt dat de rechter niet bewezen acht dat de verdachte het ten laste gelegde feit heeft begaan. Om tot vrijspraak te komen behoeft dus niet te worden bewezen dat de verdachte iets niet gedaan heeft. In de meeste moderne strafrechtssystemen (waaronder het Nederlandse en het Belgische) wordt de verdachte voor onschuldig gehouden indien zijn schuld niet wettig en overtuigend bewezen kan worden. Een vrijspraak is dus geen bewijs dat de verdachte onschuldig is.
Een verdachte kan over het algemeen niet tegen een (zuivere) vrijspraak in hoger beroep gaan omdat hij geen belang heeft. De aanklager kan dat doorgaans nog wel, tenzij bijvoorbeeld de beroepstermijn is verstreken.
De vrijspraak mag niet worden verward met het ontslag van rechtsvervolging, wat inhoudt dat het feit hetzij niet strafbaar werd gesteld door de wet, hetzij er een grond van rechtvaardiging, schuldontheffing of verschoning bestaat waardoor er met andere woorden geen straf kán worden uitgesproken. Vrijspraak moet ook niet worden verward met gratie of genade. Gratie betekent dat de verdachte wel schuldig is, maar niet bestraft wordt. Dit is dus minder eervol dan vrijspraak.

## Vrijspraak in het Nederlandse strafrecht
In Nederland vervolgt het Openbaar Ministerie (OM) strafbare feiten. Een verdachte wordt vrijgesproken als de rechter oordeelt dat niet wettig en overtuigend bewezen is dat hij het ten laste gelegde feit heeft begaan. De bewijslast ligt bij de officier van justitie, die moet aantonen dat het strafbare feit zoals omschreven in de tenlastelegging door de verdachte is gepleegd.
Een vrijspraak verschilt van een ontslag van alle rechtsvervolging, waarbij wel bewezen wordt geacht dat de verdachte het feit heeft begaan, maar er een reden is waarom geen straf kan worden opgelegd (bijvoorbeeld noodweer of ontoerekeningsvatbaarheid). Daarnaast kan een zaak worden beëindigd door een niet-ontvankelijkheidsverklaring, bijvoorbeeld wanneer het feit is verjaard.

Sinds de Wet herziening ten nadele (2013) kan een verdachte in uitzonderlijke gevallen opnieuw worden vervolgd na een onherroepelijke vrijspraak, bijvoorbeeld bij nieuw DNA-bewijs in een moordzaak.